# Eptesicus tatei
Eptesicus tatei é uma espécie de morcego da família Vespertilionidae. É endêmica da Índia, sendo registrado apenas em uma localidade no distrito de Darjeeling, Bengala Ocidental. Habita florestas úmidas de altitude e não se conhece o tamanho populacional para a espécie.